# Ambrosio Montesino

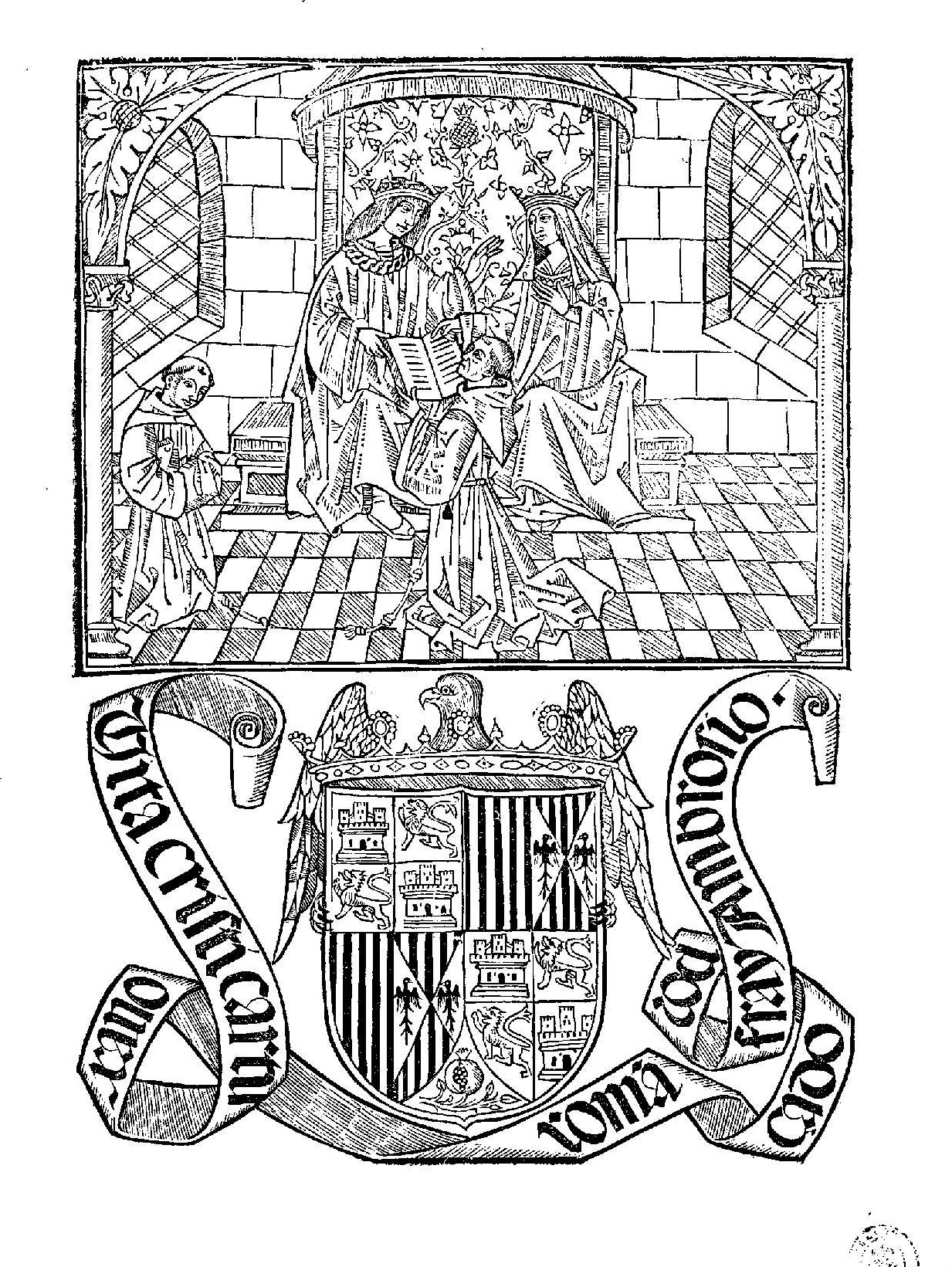
Portada de Vita Christi, traducida al castellano por fray Ambrosio Montesino, Alcalá de Henares, 1502. Biblioteca Nacional de España. La xilografía muestra en la parte superior a los Reyes Católicos recibiendo un ejemplar de la obra de manos de un franciscano y en la inferior el escudo real con una cinta en la que se lee el título y nombre del traductor, fray Ambrosio.

Fray Ambrosio Montesino o de Montesinos (Huete, provincia de Cuenca, ¿1444?-29 de enero de 1514) fue un fraile franciscano, poeta y traductor castellano del Renacimiento.

## Biografía
Era hijo del escribano de cámara Pedro del Monte, regidor de la ciudad de Huete por su estado noble y de Blanca Rodríguez de Ayllón, natural también de la misma ciudad; ambos tenían parientes judaicos procesados por la Inquisición de Cuenca, pero también una casa solariega, ya desaparecida, del apellido Montesino frente al monasterio de Santo Domingo; su blasón era una flor de lis o azucena sobre una jarra.
Ingresó en la orden de franciscanos menores y fue fraile en San Juan de los Reyes de Toledo. Llamó la atención de su compañero de orden el cardenal Cisneros y en 1492 estaba ya en la Corte de los Reyes Católicos, quizá como confesor real y en todo caso actuando como obispo auxiliar del Cardenal; en 1504 participó en la creación de un convento femenino concepcionista en Cuenca y el 30 de agosto de 1512 fue nombrado obispo in partibus infidelium de Sarda (Albania), título meramente honorífico que le confirió el Cardenal Cisneros por sus servicios. Murió siendo obispo electo de Málaga y sus restos fueron enviados a la capilla familiar levantada por su abuelo materno en el monasterio franciscano de Huete, hoy ya desaparecido.
Marcelino Menéndez Pelayo lo tenía por uno de los mejores prosistas de su tiempo, pero fue más conocido como poeta. Era considerado popularmente como el villanciquero de Isabel la Católica y editó un Cancionero (Toledo, 1508) que gozó de gran popularidad, como demuestran las muchas reimpresiones que se sucedieron a lo largo del siglo XVI.

## Obra
Es el único, entre los poetas religiosos de la corte de los Reyes Católicos, que no prestó servidumbre a la influencia italiana, mostrándose en eso seguidor del punto de vista de Cristóbal de Castillejo. Su calidad poética se encuentra muy relacionada con la tradicional poesía popular castellana, cuyo suelto octosílabo hace suyo vertiéndolo a lo divino mediante el procedimiento del contrafactum. Son frecuentes sin embargo sus descuidos métricos (quizá por la asimilación de la irregularidad métrica habitual en la poesía tradicional) y existe una inclinación cultista en su lenguaje que no logra disimular el esencial popularismo de su poesía piadosa, teológica y moral, recogida en Cancionero de diversas obras de nuevo trovadas (Toledo, 1508); estos versos siguieron también el modelo del beato franciscano Jacopone da Todi en sus Cánticos espirituales. 
Merecen citarse, entre otras composiciones, "Coplas de Nuestra Señora reina del Cielo", "In Nativitate Christi" (que, por su forma dialogada y por su tono viene a ser un auto de Nacimiento), "Romance en honra y gloria de San Francisco", "Coplas del Nacimiento", "Coplas del destierro de Nuestro Señor", "Tratado del Santissimo Sacramento", "Al destierro de nuestro Señor para Egipto" y "Coplas al árbol de la Cruz". Un carácter algo misógino tiene su Doctrina y reprehensión de las mujeres, un cierto antecedente de La perfecta casada de fray Luis de León.
Por orden de la propia reina Isabel la Católica tradujo del latín la Vita Christi del cartujo Ludolfo de Sajonia durante los años 1499 a 1501, parando sucesivamente en Cifuentes (Guadalajara), en Granada y en su Huete natal; la obra terminó impresa por Estanislao Polono en Alcalá de Henares repartida en cuatro volúmenes entre 1502 y 1503. Se trata de una refundición en uno de los cuatro Evangelios; siempre respetuoso, Montesino destacó con caracteres especiales y más gruesos los pasajes que provenían directamente de los textos sagrados. Se ha sugerido que utilizó la versión catalana de Joan Ruiz de Corella (1500). Relacionado con esos trabajos está también que corrigiera y limara, a petición del rey Fernando el Católico, una traducción de los Evangelios y de las Epístolas del Nuevo Testamento a partir de la obra de Gonzalo García de Santa María Evangelios e epístolas siquier liciones de los domingos e fiestas solemnes de todo el anyo, Zaragoza, Pablo Hurus, 1484. Fue publicada con el título de Epístolas y evangelios por todo el año, con sus dotrinas y sermones (Toledo, 1512) y se reimprimió muchas veces hasta el año 1559, fecha en la que el Index librorum prohibitorum del Papa prohibió toda traducción de la Escritura en lengua autóctona. Otra traducción suya fue la de las Meditationes y los Soliloquia de San Agustín, que ha sido publicada modernamente (Meditaciones y soliloquios, Madrid, 1958). Se le atribuyen también unos comentarios bíblicos (Postillae, Toledo, 1512; Antwerp, 1544; Barcelona, R. Vallezilla, 1502/1608; Madrid, 1608/1614 etc.) y un Breviario de la Immaculada Concepción de la Virgen nuestra Señora (Toledo, 1508).

### Obra original
- Postillae (Toledo, 1512; Antwerp, 1544; Barcelona, R. Vallezilla, 1502/1608; Madrid, 1608/1614 etc.)
- Coplas sobre diversos devociones y misterios de nuestra santa fe católica (Toledo, 1485 / Londres, facsímil de H. Thomas, 1936)
- Cancionero de diversas obras de nuevo trovadas (Toledo, 1508 / Toledo, 1520 / Toledo, 1527 / Toledo, 1537 / Sevilla, 1537 / Cieza, facsímil de la edición de 1508 por A. Pérez Gómez, 1950).

### Traducciones
- San Agustín, Meditaciones y soliloquios (Madrid, 1958)
- Breviario de la Immaculada Concepción de la Virgen nuestra Señora (Toledo, 1508 / Alcala, 1551)
- Ludolfo de Sajonia, Vita Christi cartuxano romanzado, 4 Vols (Alcalá de Henares, 1502-1503 / Sevilla, 1530-1531 / Sevilla, 1537-1543 / Sevilla, 1543-1555)
- Epístolas y Evangelios por todo el año con sus doctrinas y sermones (Toledo, 1512 / Toledo, 1532 / Toledo: Juan de Villaquirán y Juan de Ayala, 1535 / Toledo, 1549 / Sevilla: Juan Varela, 1526 / Sevilla: Juan Cromberger, 1536 / Sevilla, 1543 / Amberes, 1538 / Amberes, 1542 / Amberes, 1544 / Amberes, 1550 / Amberes, 1558 / Zaragoza, 1550 / Zaragoza, 1555 etc.)